# جکس (ژورنال)
جکس یا نشریه انجمن شیمی امریکا (به انگلیسی: JACS یا Journal of the American Chemical Society) ، نام یکی از نشریه‌های تخصصیِ علم شیمی است که از سال ۱۸۷۹ به‌دست انجمن شیمی امریکا و به زبان انگلیسی چاپ می‌رسد.
این نشریه که از نوع داوری همتا است، در سال ۲۰۱۱ میلادی ، ایمپکت فاکتور : ۹/۹۰ را دارا بوده است.